# Амандус Генріх Адамсон
Ама́ндус Ге́нріх А́дамсон (ест. Amandus Heinrich Adamson, у Російській імперії — Ама́нд Іва́нович або Аммон Іва́нович; нар. 12 листопада 1855, Ууга-Рятсепа — пом. 26 червня 1929, Палдіскі) — естонський скульптор, академік Петербурзької академії мистецтв з 1907 року.

## Біографія
Народився 31 жовтня [12 листопада] 1855 року на хуторі Ууга-Рятсепа поблизу міста Балтійського Порту (нині місто Палдіскі, Естонія) у родині моряка. Навчався в Ревельській Вишгородській школі для дітей із бідних сімей, де виявив схильність до мистецтва, вирізаючи фігури з дерева. 1875 року переїхав до Санкт-Петербурга і у 1876 році вступив до тамтешньої Імператорської академії мистецтв, спочатку як вільний слухач по класу живопису, потім перейшов до класу скульптури. Був учнем Олександра Бока. За час навчання у 1877 році отримав малу, а у 1879 році — велику заохочувальні медалі.
У 1879 році викладав у Санкт-Петербурзі у Центральному училищі технічного малювання; у 1886—1887 роках — у школі Товариства заохочення мистецтв. Протягом 1887—1891 років працював у Парижі, після чого повернувся до Санкт-Петербурга. У 1901—1904 роках продовжив викладати у Центральному училищі технічного малювання
Улітку 1918 року залишив Санкт-Петербург і разом з сім'єю переїхав у Балтійський Порт. Помер у Палдіскі 26 червня 1929 року від хвороби серця.

## Творчість
Виконував станкові, монументальні та декоративні твори, переважно алегоричного характеру, займвся також живописом.
Станкові скульптурні роботи
композиції та фігури
- «Хвиля» (1889, гіпс; експонувалася на Всесвітній виставці у Парижі у 1889 році);
- «Рибалка з острова Муху» (1892, гіпс);
- «Світанок і сутінки» (1895, грушеве дерево, Естонський художній музей);
- «У тривожному очікуванні» (1897, віск; 1925 — бронза, Естонський художній музей);
- «Мисливець на тюленів з острова Пакрі» (1898, бронза, Російський музей);
- «Останній подих корабля» (1899, віск; 1901, бісквіт; 1926, мармур, Російський музей);
- «Слухаючи голос моря» (1904, бісквіт);
- «Поцілунок хвилі» (1906, бісквіт; 1922, мармур);
- «Голод» (1920);

виконав низку робіт на тему естонського епосу:
- «Калевіпоеґ і Рогатий» (1896, віск);
- «Калевіпоеґ» (1927, бронза).

портрети
- Олександра III (1887, гіпс);
- борця Георга Луріха (1903, бронза);
- художника Михайла Зічі (1907, гіпс);
- художника Йоганна Келера (1911, бронза);

Створив декоративні скульптури «Звільнений геній» та «Тріумф істини» для Всеросійської виставки 1896 року у Нижньому Новгороді.
|                        |                          |                       |                   |
| «Калевіпоеґ і Рогатий» | «Останній подих корабля» | «Слухаючи голос моря» | «Поцілунок хвилі» |

Монументальна творчість
- Пам'ятник морякам броненосця «Русалка» у Таллінні (1902, бронза);
- Русалка на камені;
- Композиція «Дівчина Арзи і розбійник Алі-Баба» у Місхорі (1905, бронза);
- Пам'ятник затопленим кораблям у Севастополі (1905, бронза, граніт; архітектор Валентин Фельдман));
- Пам'ятник «Запорожцям, які висадилися в Тамані 25 серпня 1792 року» у Тамані (1911);
- Пам'ятник Петру I у Полтаві (1915, бронза)[5];
- Пам'ятник Фрідріху Крейцвальду у Виру (1926, бронза);
- Пам'ятник Лідії Койдулі в Пярну (1929, бронза).

|                              |                     |                                     |                     |                       |         |                      |               |
| морякам броненосця «Русалка» | «Русалка на камені» | «Дівчина Арзи і розбійник Алі-Баба» | затопленим кораблям | «Запорожцям в Тамані» | Петру I | Фрідріху Крейцвальду | Лідії Койдулі |

У 1896 році брав участь у конкурсі на оформлення Михайлівського палацу (нині — Російський музей). Створив для двох найбільших залів барельєфи для фризів із сюжетами таїнств народження творів живопису, скульптури та архітектури.
Живопис
- «Вогні Іванової ночі» (1906);
- «Нічне море» (1909).

Виставка робіт митця відбулася у Санкт-Петербурзі у 1887 році. У 1955 році у Таллінні була організована вистака до його 100-річчя.
Крім вище згаданих музеїв, роботи зберігаються у Третьяковській галереї у Москві, Тартуському художньому музеї, музеї Миргородського керамічного технікуму.

## Вшанування

Погруддя у паку Кадріорг.

У 1962 році у Таллінні, у парку Кадріорг, встановлене гранітне погруддя скульптора (автори — скульптор Альберт Ескель та архітектор Аллан Мурдмаа).